# Queens Bohemians
Queens Bohemians was een Amerikaanse voetbalclub uit New York. De club werd opgericht in 1932 en later dat jaar opgeheven. De club speelde één seizoen in de American Soccer League. Hierin werd geen aansprekend resultaat behaald.